# Seznam dílů seriálu Pohotovost
Toto je seznam dílů seriálu Pohotovost. Americký dramatický seriál Pohotovost vysílala americká stanice NBC mezi lety 1994–2009. V Česku seriál premiérově vysílaly TV Nova a TV Prima.

## Přehled řad
| Řada | Díly | Premiéra v USA | Premiéra v USA  | Premiéra v ČR      | Premiéra v ČR     |
| Řada | Díly | První díl      | Poslední díl    | První díl          | Poslední díl      |
| ---- | ---- | -------------- | --------------- | ------------------ | ----------------- |
| 1    | 25   | 19. září 1994  | 18. května 1995 | 3. září 1995       | 20. února 1996    |
| 2    | 22   | 21. září 1995  | 16. května 1996 | 12. července 1996  | 15. října 1996    |
| 3    | 22   | 26. září 1996  | 15. května 1997 | 4. července 1997   | 3. listopadu 1997 |
| 4    | 22   | 25. září 1997  | 14. května 1998 | 18. května 1999    | 9. srpna 1999     |
| 5    | 22   | 24. září 1998  | 20. května 1999 | 9. ledna 2000      | 18. června 2000   |
| 6    | 22   | 30. září 1999  | 18. května 2000 | 26. dubna 2001     | 27. září 2001     |
| 7    | 22   | 12. října 2000 | 17. května 2001 | 4. října 2001      | 7. března 2002    |
| 8    | 22   | 27. září 2001  | 16. května 2002 | 14. března 2002    | 8. srpna 2002     |
| 9    | 22   | 26. září 2002  | 15. května 2003 | 6. ledna 2004      | 3. června 2004    |
| 10   | 22   | 25. září 2003  | 13. května 2004 | nebylo vysíláno    | nebylo vysíláno   |
| 11   | 22   | 23. září 2004  | 19. května 2005 | 29. listopadu 2007 | 8. ledna 2008     |
| 12   | 22   | 22. září 2005  | 18. května 2006 | 9. ledna 2008      | 7. února 2008     |
| 13   | 23   | 21. září 2006  | 17. května 2007 | 8. února 2008      | 11. března 2008   |
| 14   | 19   | 27. září 2007  | 15. května 2008 | 29. března 2011    | 22. dubna 2011    |
| 15   | 22   | 25. září 2008  | 2. dubna 2009   | 13. března 2012    | 12. dubna 2012    |

## Seznam dílů

### První řada (1994–1995)
| Č. v seriálu | Č. v řadě | Původní název               | Český název                 | Režie                 | Scénář                                                | Premiéra v USA     | Premiéra v ČR      |
| ------------ | --------- | --------------------------- | --------------------------- | --------------------- | ----------------------------------------------------- | ------------------ | ------------------ |
| 1            | 1         | 24 Hours                    | 24 hodin                    | Rod Holcomb           | Michael Crichton                                      | 19. září 1994      | 3. září 1995       |
| 2            | 2         | Day One                     | První den                   | Mimi Leder            | John Wells                                            | 22. září 1994      | 5. září 1995       |
| 3            | 3         | Going Home                  | Cesta domů                  | Mark Tinker           | Lydia Woodward                                        | 29. září 1994      | 12. září 1995      |
| 4            | 4         | Hit and Run                 | Řidič z místa nehody ujel   | Mimi Leder            | Paul Manning                                          | 6. října 1994      | 19. září 1995      |
| 5            | 5         | Into That Good Night        | Dobrá noc před námi         | Charles Haid          | Robert Nathan                                         | 13. října 1994     | 3. října 1995      |
| 6            | 6         | Chicago Heat                | V žáru Chicaga              | Elodie Keene          | námět: Neal Baer scénář: John Wells                   | 20. října 1994     | 10. října 1995     |
| 7            | 7         | Another Perfect Day         | Další skvělý den            | Vern Gillum           | námět: Lance Gentile scénář: Lydia Woodward           | 3. listopadu 1994  | 17. října 1995     |
| 8            | 8         | 9½ Hours                    | Devět a půl hodiny          | James Hayman          | Robert Nathan                                         | 10. listopadu 1994 | 24. října 1995     |
| 9            | 9         | ER Confidential             | Přísně tajné                | Daniel Sackheim       | Paul Manning                                          | 17. listopadu 1994 | 31. října 1995     |
| 10           | 10        | Blizzard                    | Bouře                       | Mimi Leder            | námět: Neal Baer a Paul Manning scénář: Lance Gentile | 8. prosince 1994   | 7. listopadu 1995  |
| 11           | 11        | The Gift                    | Dar                         | Félix Enríquez Alcalá | Neal Baer                                             | 15. prosince 1994  | 14. listopadu 1995 |
| 12           | 12        | Happy New Year              | Šťastný nový rok            | Charles Haid          | Lydia Woodward                                        | 5. ledna 1995      | 21. listopadu 1995 |
| 13           | 13        | Luck of the Draw            | Štěstí ve hře               | Rod Holcomb           | Paul Manning                                          | 12. ledna 1995     | 28. listopadu 1995 |
| 14           | 14        | Long Day's Journey          | Dlohá cesta jedním dnem     | Anita Addison         | Robert Nathan                                         | 19. ledna 1995     | 5. prosince 1995   |
| 15           | 15        | Feb 5, '95                  | Pátý únor v pětadevadesátém | James Hayman          | John Wells                                            | 2. února 1995      | 12. prosince 1995  |
| 16           | 16        | Make of Two Hearts          | Dvě lidská srdce            | Mimi Leder            | Lydia Woodward                                        | 9. února 1995      | 19. prosince 1995  |
| 17           | 17        | The Birthday Party          | Narozeninový večírek        | Elodie Keene          | John Wells                                            | 16. února 1995     | 26. prosince 1995  |
| 18           | 18        | Sleepless in Chicago        | Nespavci v Chicagu          | Christopher Chulack   | Paul Manning                                          | 23. února 1995     | 2. ledna 1996      |
| 19           | 19        | Love's Labor Lost           | Láska ztracená při porodu   | Mimi Leder            | Lance Gentile                                         | 9. března 1995     | 9. ledna 1996      |
| 20           | 20        | Full Moon, Saturday Night   | Úplněk o sobotní noci       | Donna Deitch          | Neal Baer                                             | 30. března 1995    | 16. ledna 1996     |
| 21           | 21        | House of Cards              | Domeček z karet             | Fred Gerber           | Tracey Stern                                          | 6. dubna 1995      | 23. ledna 1996     |
| 22           | 22        | Men Plan, God Laughs        | Člověk míní, pánbůh mění    | Christopher Chulack   | Robert Nathan                                         | 27. dubna 1995     | 30. ledna 1996     |
| 23           | 23        | Love Among the Ruins        | Láska mezi ruinami          | Fred Gerber           | Paul Manning                                          | 4. května 1995     | 6. února 1996      |
| 24           | 24        | Motherhood                  | Mateřství                   | Quentin Tarantino     | Lydia Woodward                                        | 11. května 1995    | 13. února 1996     |
| 25           | 25        | Everything Old Is New Again | Staré končí, nové začíná    | Mimi Leder            | John Wells                                            | 18. května 1995    | 20. února 1996     |

### Druhá řada (1995–1996)
| Č. v seriálu | Č. v řadě | Původní název               | Český název              | Režie                 | Scénář                                                       | Premiéra v USA     | Premiéra v ČR     |
| ------------ | --------- | --------------------------- | ------------------------ | --------------------- | ------------------------------------------------------------ | ------------------ | ----------------- |
| 26           | 1         | Welcome Back, Carter!       | Vítej zpátky, Cartere    | Mimi Leder            | John Wells                                                   | 21. září 1995      | 12. července 1996 |
| 27           | 2         | Summer Run                  | Letní jízda              | Eric Laneuville       | Lydia Woodward                                               | 28. září 1995      | 19. července 1996 |
| 28           | 3         | Do One, Teach One, Kill One | Uzdrav, nauč, zabij      | Félix Enríquez Alcalá | Paul Manning                                                 | 5. října 1995      | 26. července 1996 |
| 29           | 4         | What Life?                  | Jaký život               | Dean Parisot          | Carol Flint                                                  | 12. října 1995     | 2. srpna 1996     |
| 30           | 5         | And Baby Makes Two          | Plus dítě rovná se dvě   | Lesli Linka Glatter   | Anne Kenney                                                  | 19. října 1995     | 9. srpna 1996     |
| 31           | 6         | Days Like This              | Tyhle dny                | Mimi Leder            | Lydia Woodward                                               | 2. listopadu 1995  | 16. srpna 1996    |
| 32           | 7         | Hell and High Water         | Peklo a velká voda       | Christopher Chulack   | Neal Baer                                                    | 9. listopadu 1995  | 23. srpna 1996    |
| 33           | 8         | The Secret Sharer           | Vyzrazené tajemství      | Thomas Schlamme       | Paul Manning                                                 | 16. listopadu 1995 | 30. srpna 1996    |
| 34           | 9         | Home                        | Domov                    | Donna Deitch          | Tracey Stern                                                 | 7. prosince 1995   | 2. září 1996      |
| 35           | 10        | A Miracle Happens Here      | Tady se děje zázrak      | Mimi Leder            | Carol Flint                                                  | 14. prosince 1995  | 3. září 1996      |
| 36           | 11        | Dead of Winter              | Uprostřed zimy           | Whitney Ransick       | John Wells                                                   | 4. ledna 1996      | 9. září 1996      |
| 37           | 12        | True Lies                   | Pravdivé lži             | Lesli Linka Glatter   | Lance Gentile                                                | 25. ledna 1996     | 10. září 1996     |
| 38           | 13        | It's Not Easy Being Greene  | Není lehké býti Greenem  | Christopher Chulack   | Paul Manning                                                 | 1. února 1996      | 16. září 1996     |
| 39           | 14        | The Right Thing             | Správná věc              | Richard Thorpe        | Lydia Woodward                                               | 8. února 1996      | 17. září 1996     |
| 40           | 15        | Baby Shower                 | Vítáme miminko           | Barnet Kellman        | námět: Belinda Casas Wells a Carol Flint scénář: Carol Flint | 15. února 1996     | 23. září 1996     |
| 41           | 16        | The Healers                 | Léčitelé                 | Mimi Leder            | John Wells                                                   | 22. února 1996     | 24. září 1996     |
| 42           | 17        | The Match Game              | Život je boj             | Thomas Schlamme       | Neal Baer                                                    | 28. března 1996    | 30. září 1996     |
| 43           | 18        | A Shift in the Night        | Jedna noční služba       | Lance Gentile         | Joe Sachs                                                    | 4. dubna 1996      | 1. října 1996     |
| 44           | 19        | Fire in the Belly           | Oheň v břiše             | Félix Enríquez Alcalá | Paul Manning                                                 | 25. dubna 1996     | 7. října 1996     |
| 45           | 20        | Fevers of Unknown Origin    | Horečky neznámého původu | Richard Thorpe        | Carol Flint                                                  | 2. května 1996     | 8. října 1996     |
| 46           | 21        | Take These Broken Wings     | Seber ta zlomená křídla  | Anthony Edwards       | Lydia Woodward                                               | 9. května 1996     | 14. října 1996    |
| 47           | 22        | John Carter, M.D.           | Dr. John Carter          | Christopher Chulack   | John Wells                                                   | 16. května 1996    | 15. října 1996    |

### Třetí řada (1996–1997)
| Č. v seriálu | Č. v řadě | Původní název                              | Český název                          | Režie                 | Scénář                                                                     | Premiéra v USA     | Premiéra v ČR     |
| ------------ | --------- | ------------------------------------------ | ------------------------------------ | --------------------- | -------------------------------------------------------------------------- | ------------------ | ----------------- |
| 48           | 1         | Dr. Carter, I Presume                      | Vy jste tuším Dr. Carter             | Christopher Chulack   | John Wells                                                                 | 26. září 1996      | 5. ledna 1998?    |
| 49           | 2         | Let the Games Begin                        | Velká hra začíná                     | Tom Moore             | Lydia Woodward                                                             | 3. října 1996      | 4. července 1997  |
| 50           | 3         | Don't Ask, Don't Tell                      | Neptej se a mlč                      | Perry Lang            | námět: Paul Manning a Jason Cahill scénář: Jason Cahill                    | 10. října 1996     | 11. července 1997 |
| 51           | 4         | Last Call                                  | Poslední zastávka                    | Rod Holcomb           | námět: Samantha Howard Corbin a Carol Flint scénář: Samantha Howard Corbin | 17. října 1996     | 18. července 1997 |
| 52           | 5         | Ghosts                                     | Duchové                              | Richard Thorpe        | Neal Baer                                                                  | 31. října 1996     | 25. července 1997 |
| 53           | 6         | Fear of Flying                             | Strach z létání                      | Christopher Chulack   | Lance Gentile                                                              | 7. listopadu 1996  | 1. srpna 1997     |
| 54           | 7         | No Brain, No Gain                          | Bez mozku to nejde                   | David Nutter          | Paul Manning                                                               | 14. listopadu 1996 | 8. srpna 1997     |
| 55           | 8         | Union Station                              |                                      | Tom Moore             | Carol Flint                                                                | 21. listopadu 1996 | 15. srpna 1997    |
| 56           | 9         | Ask Me No Questions, I'll Tell You No Lies | Na nic se neptej a já ti nebudu lhát | Paris Barclay         | námět: Neal Baer a Lydia Woodward scénář: Barbara Hall                     | 12. prosince 1996  | 22. srpna 1997    |
| 57           | 10        | Homeless for the Holidays                  | Vánoční bezdomovci                   | Davis Guggenheim      | Samantha Howard Corbin                                                     | 19. prosince 1996  | 29. srpna 1997    |
| 58           | 11        | Night Shift                                | Noční služba                         | Jonathan Kaplan       | Paul Manning                                                               | 16. ledna 1997     | 23. září 1997     |
| 59           | 12        | Post-Mortem                                |                                      | Jacque Elaine Toberen | Carol Flint                                                                | 23. ledna 1997     | 29. září 1997     |
| 60           | 13        | Fortune's Fools                            | Když se štěstí unaví                 | Michael Katleman      | Jason Cahill                                                               | 30. ledna 1997     | 30. září 1997     |
| 61           | 14        | Whose Appy Now?                            | Kdo se směje naposled                | Félix Enríquez Alcalá | Neal Baer                                                                  | 6. února 1997      | 6. října 1997     |
| 62           | 15        | The Long Way Around                        | Proč to dělat jednoduše              | Christopher Chulack   | Lydia Woodward                                                             | 13. února 1997     | 7. října 1997     |
| 63           | 16        | Faith                                      | Víra                                 | Jonathan Kaplan       | John Wells                                                                 | 20. února 1997     | 13. října 1997    |
| 64           | 17        | Tribes                                     | Klany                                | Richard Thorpe        | Lance Gentile                                                              | 10. dubna 1997     | 14. října 1997    |
| 65           | 18        | You Bet Your Life                          | Na to vsaď život                     | Christopher Chulack   | Paul Manning                                                               | 17. dubna 1997     | 20. října 1997    |
| 66           | 19        | Calling Dr. Hathaway                       | Dr. Hathawayovou, prosím             | Paris Barclay         | námět: Neal Baer scénář: Jason Cahill a Samantha Howard Corbin             | 24. dubna 1997     | 21. října 1997    |
| 67           | 20        | Random Acts                                | Náhodné činy                         | Jonathan Kaplan       | Carol Flint                                                                | 1. května 1997     | 27. října 1997    |
| 68           | 21        | Make A Wish                                | Něco si přej                         | Richard Thorpe        | námět: Joe Sachs scénář: Lydia Woodward                                    | 8. května 1997     | 28. října 1997    |
| 69           | 22        | One More for the Road                      | Ještě jeden na cestu                 | Christopher Chulack   | John Wells                                                                 | 15. května 1997    | 3. listopadu 1997 |

### Čtvrtá řada (1997–1998)
| Č. v seriálu | Č. v řadě | Původní název                  | Český název                         | Režie                 | Scénář                               | Premiéra v USA     | Premiéra v ČR     |
| ------------ | --------- | ------------------------------ | ----------------------------------- | --------------------- | ------------------------------------ | ------------------ | ----------------- |
| 70           | 1         | Ambush                         | Past                                | Thomas Schlamme       | Carol Flint                          | 25. září 1997      | 18. května 1999   |
| 71           | 2         | Something New                  | Něco nového                         | Christopher Chulack   | Lydia Woodward                       | 2. října 1997      | 24. května 1999   |
| 72           | 3         | Friendly Fire                  | Přátelská palba                     | Félix Enríquez Alcalá | Walon Green                          | 9. října 1997      | 25. května 1999   |
| 73           | 4         | When the Bough Breaks          | Když se ucho utrhne                 | Richard Thorpe        | Jack Orman                           | 16. října 1997     | 31. května 1999   |
| 74           | 5         | Good Touch, Bad Touch          | Dotyk, který léčí i zraňuje         | Jonathan Kaplan       | David Mills                          | 30. října 1997     | 1. června 1999    |
| 75           | 6         | Ground Zero                    | Od nuly                             | Darnell Martin        | Samantha Howard Corbin               | 6. listopadu 1997  | 7. června 1999    |
| 76           | 7         | Fathers and Sons               | Otcové a synové                     | Christopher Chulack   | John Wells                           | 13. listopadu 1997 | 8. června 1999    |
| 77           | 8         | Freak Show                     | Hříčky přírody                      | Darnell Martin        | Neal Baer                            | 20. listopadu 1997 | 14. června 1999   |
| 78           | 9         | Obstruction of Justice         | Bránění výkonu spravedlnosti        | Richard Thorpe        | Lance Gentile                        | 11. prosince 1997  | 15. června 1999   |
| 79           | 10        | Do You See What I See?         | Vidíš to, co já?                    | Sarah Pia Anderson    | námět: Linda Gase scénář: Jack Orman | 18. prosince 1997  | 21. června 1999   |
| 80           | 11        | Think Warm Thoughts            | Vřelé myšlenky                      | Charles Haid          | David Mills                          | 8. ledna 1998      | 22. června 1999   |
| 81           | 12        | Sharp Relief                   | Pronikavá úleva                     | Christopher Chulack   | Samantha Howard Corbin               | 15. ledna 1998     | 28. června 1999   |
| 82           | 13        | Carter's Choice                | Carterovo rozhodnutí                | John Wells            | John Wells                           | 29. ledna 1998     | 29. června 1999   |
| 83           | 14        | Family Practice                | Rodinný lékař                       | Charles Haid          | Carol Flint                          | 5. února 1998      | 12. července 1999 |
| 84           | 15        | Exodus                         | Exodus                              | Christopher Chulack   | Walon Green a Joe Sachs              | 26. února 1998     | 13. července 1999 |
| 85           | 16        | My Brother's Keeper            | Strážcem bratra svého               | Jaque Toberen         | Jack Orman                           | 5. března 1998     | 19. července 1999 |
| 86           | 17        | A Bloody Mess                  | Krvavá lapálie                      | Richard Thorpe        | Linda Gase                           | 9. dubna 1998      | 20. července 1999 |
| 87           | 18        | Gut Reaction                   | Instinktivní reakce                 | T.R. Babu Subramaniam | Neal Baer                            | 16. dubna 1998     | 26. července 1999 |
| 88           | 19        | Shades of Grey                 | Odstíny šedi                        | Lance Gentile         | Samantha Howard Corbin               | 23. dubna 1998     | 27. července 1999 |
| 89           | 20        | Of Past Regret and Future Fear | O lítosti minulé a strachu budoucím | Anthony Edwards       | Jack Orman                           | 30. dubna 1998     | 2. srpna 1999     |
| 90           | 21        | Suffer the Little Children     | Nechte malé děti                    | Christopher Misiano   | Walon Green                          | 7. května 1998     | 3. srpna 1999     |
| 91           | 22        | A Hole in the Heart            | Díra v srdci                        | Lesli Linka Glatter   | Lydia Woodward                       | 14. května 1998    | 9. srpna 1999     |

### Pátá řada (1998–1999)
| Č. v seriálu | Č. v řadě | Původní název                  | Český název                   | Režie                 | Scénář                  | Premiéra v USA     | Premiéra v ČR   |
| ------------ | --------- | ------------------------------ | ----------------------------- | --------------------- | ----------------------- | ------------------ | --------------- |
| 92           | 1         | Day For Knight                 | Den Lucy Knihgtové            | Christopher Chulack   | Lydia Woodward          | 24. září 1998      | 9. ledna 2000   |
| 93           | 2         | Split Second                   | Zlomek vteřiny                | Christopher Misiano   | Carol Flint             | 1. října 1998      | 16. ledna 2000  |
| 94           | 3         | They Treat Horses, Don't They? | Koně se také léčí             | T.R. Babu Subramaniam | Walon Green             | 8. října 1998      | 23. ledna 2000  |
| 95           | 4         | Vanishing Act                  | Zmizení                       | Lesli Linka Glatter   | Jack Orman              | 15. října 1998     | 30. ledna 2000  |
| 96           | 5         | Masquerade                     | Maškaráda                     | Steve De Jarnatt      |                         | 29. října 1998     | 13. února 2000  |
| 97           | 6         | Stuck on You                   | Pevné spojení                 | David Nutter          |                         | 5. listopadu 1998  | 20. února 2000  |
| 98           | 7         | Hazed and Confused             | Trable začátečníků            | Jonathan Kaplan       |                         | 12. listopadu 1998 | 27. února 2000  |
| 99           | 8         | The Good Fight                 | Spravedlivý boj               | Christopher Chulack   | Jack Orman              | 19. listopadu 1998 | 5. března 2000  |
| 100          | 9         | Good Luck, Ruth Johnson        | Hodně štěstí, Ruth Johnsonová | Rod Holcomb           | Lydia Woodward          | 10. prosince 1998  | 12. března 2000 |
| 101          | 10        | The Miracle Worker             | Tvůrce zázraku                | Lesli Linka Glatter   | Paul Manning            | 17. prosince 1998  | 19. března 2000 |
| 102          | 11        | Nobody Doesn't Like Amanda Lee | Nikdo nemá rád Amandu Leeovou | Richard Thorpe        | Linda Gase              | 7. ledna 1999      | 26. března 2000 |
| 103          | 12        | Double Blind                   | Dvojitě slepý pokus           | Dave Chameides        | Carol Flint             | 21. ledna 1999     | 2. dubna 2000   |
| 104          | 13        | Choosing Joi                   | Vše pro Joi                   | Christopher Chulack   | Lydia Woodward          | 4. února 1999      | 9. dubna 2000   |
| 105          | 14        | The Storm (Part 1)             | Bouře, část 1.                | John Wells            | John Wells              | 11. února 1999     | 16. dubna 2000  |
| 106          | 15        | The Storm (Part 2)             | Bouře, část 2.                | Christopher Chulack   | John Wells              | 18. února 1999     | 23. dubna 2000  |
| 107          | 16        | Middle of Nowhere              | Ztracen v pustině             | Jonathan Kaplan       | Carol Flint a Neal Baer | 25. února 1999     | 30. dubna 2000  |
| 108          | 17        | Sticks and Stones              | Klacky a kamení               | Félix Enríquez Alcalá | Joe Sachs               | 25. března 1999    | 14. května 2000 |
| 109          | 18        | Point of Origin                | Místo původu                  | Christopher Misiano   | Christopher Mack        | 8. dubna 1999      | 21. května 2000 |
| 110          | 19        | Rites of Spring                | Svěcení jara                  | Jonathan Kaplan       | David Mills             | 29. dubna 1999     | 28. května 2000 |
| 111          | 20        | Power                          | Výpadek                       | Laura Innes           | Carol Flint             | 6. května 1999     | 4. června 2000  |
| 112          | 21        | Responsible Parties            | Odpovědné strany              | Christopher Chulack   | Jack Orman              | 13. května 1999    | 11. června 2000 |
| 113          | 22        | Getting to Know You            | Poznat Tě                     | Jonathan Kaplan       | Lydia Woodward          | 20. května 1999    | 18. června 2000 |

### Šestá řada (1999–2000)
| Č. v seriálu | Č. v řadě | Původní název                 | Český název                  | Režie                 | Scénář                | Premiéra v USA     | Premiéra v ČR     |
| ------------ | --------- | ----------------------------- | ---------------------------- | --------------------- | --------------------- | ------------------ | ----------------- |
| 114          | 1         | Leave It to Weaver            | Weaverová to zařídí          | Jonathan Kaplan       | Lydia Woodward        | 30. září 1999      | 26. dubna 2001    |
| 115          | 2         | Last Rites                    | Poslední pomazání            | Félix Enríquez Alcalá | Jack Orman            | 7. října 1999      | 3. května 2001    |
| 116          | 3         | Greene with Envy              | Greene bledne závistí        | Peter Markle          | Patrick Harbinson     | 14. října 1999     | 10. května 2001   |
| 117          | 4         | Sins of the Fathers           | Hříchy otců                  | Ken Kwapis            | Doug Palau            | 21. října 1999     | 17. května 2001   |
| 118          | 5         | Truth and Consequences        | Pravda a důsledky            | Steve De Jarnatt      | R. Scott Gemmill      | 4. listopadu 1999  | 24. května 2001   |
| 119          | 6         | The Peace of Wild Things      | Klid divočiny                | Richard Thorpe        | John Wells            | 11. listopadu 1999 | 31. května 2001   |
| 120          | 7         | Humpty Dumpty                 | Smutný případ                | Jonathan Kaplan       | Neal Baer             | 18. listopadu 1999 | 7. června 2001    |
| 121          | 8         | Great Expectations            | Velké očekávání              | Christopher Misiano   | Jack Orman            | 25. listopadu 1999 | 14. června 2001   |
| 122          | 9         | How the Finch Stole Christmas | Jak Finchová pokazila Vánoce | Fred Einesman         | Linda Gase            | 16. prosince 1999  | 21. června 2001   |
| 123          | 10        | Family Matters                | Rodinné vazby                | Anthony Edwards       | Patrick Harbinson     | 6. ledna 2000      | 28. června 2001   |
| 124          | 11        | The Domino Heart              | Putovní srdce                | Lesli Linka Glatter   | Joe Sachs             | 13. ledna 2000     | 12. července 2001 |
| 125          | 12        | Abby Road                     |                              | Richard Thorpe        | R. Scott Gemmill      | 3. února 2000      | 19. července 2001 |
| 126          | 13        | Be Still My Heart             | Nosím Tě v srdci             | Laura Innes           | Lydia Woodward        | 10. února 2000     | 26. července 2001 |
| 127          | 14        | All in the Family             | Vše v rodině                 | Jonathan Kaplan       | Jack Orman            | 17. února 2000     | 2. srpna 2001     |
| 128          | 15        | Be Patient                    | Trpělivost, paciente         | Ken Kwapis            | Sandy Kroopf          | 24. února 2000     | 9. srpna 2001     |
| 129          | 16        | Under Control                 | Pod kontrolou                | Christopher Misiano   | Neal Baer a Joe Sachs | 23. března 2000    | 16. srpna 2001    |
| 130          | 17        | Viable Options                | V rámci možností             | Marita Grabiak        | Patrick Harbinson     | 6. dubna 2000      | 23. srpna 2001    |
| 131          | 18        | Match Made in Heaven          | Dokonalý soulad              | Jonathan Kaplan       | R. Scott Gemmill      | 13. dubna 2000     | 30. srpna 2001    |
| 132          | 19        | The Fastest Year              | Nejrychlejší rok             | Richard Thorpe        | Lydia Woodward        | 27. dubna 2000     | 6. září 2001      |
| 133          | 20        | Loose Ends                    | Příběh nekončí               | Kevin Hooks           | Neal Baer             | 4. května 2000     | 13. září 2001     |
| 134          | 21        | Such Sweet Sorrow             | Tak sladký žal               | John Wells            | John Wells            | 11. května 2000    | 20. září 2001     |
| 135          | 22        | May Day                       |                              | Jonathan Kaplan       | Jack Orman            | 18. května 2000    | 27. září 2001     |

### Sedmá řada (2000–2001)
| Č. v seriálu | Č. v řadě | Původní název           | Český název                | Režie                 | Scénář                          | Premiéra v USA     | Premiéra v ČR      |
| ------------ | --------- | ----------------------- | -------------------------- | --------------------- | ------------------------------- | ------------------ | ------------------ |
| 136          | 1         | Homecoming              | Návrat domů                | Jonathan Kaplan       | Jack Orman                      | 12. října 2000     | 4. října 2001      |
| 137          | 2         | Sand and Water          | Písek a voda               | Christopher Misiano   | Jack Orman                      | 19. října 2000     | 11. října 2001     |
| 138          | 3         | Mars Attacks            | Mars útočí                 | Paris Barclay         | R. Scott Gemmill                | 26. října 2000     | 18. října 2001     |
| 139          | 4         | Benton Backwards        | Bentonovo rozhodnutí       | Richard Thorpe        | Dee Johnson                     | 2. listopadu 2000  | 25. října 2001     |
| 140          | 5         | Flight of Fancy         | Podivný let                | Lesli Linka Glatter   | Joe Sachs a Walon Green         | 9. listopadu 2000  | 1. listopadu 2001  |
| 141          | 6         | The Visit               | Návštěva                   | Jonathan Kaplan       | John Wells                      | 16. listopadu 2000 | 8. listopadu 2001  |
| 142          | 7         | Rescue Me               | Zachraň mě                 | Christopher Chulack   | Neal Baer                       | 23. listopadu 2000 | 15. listopadu 2001 |
| 143          | 8         | The Dance We Do         | Starý známý rituál         | Christopher Misiano   | Jack Orman                      | 7. prosince 2000   | 22. listopadu 2001 |
| 144          | 9         | The Greatest of Gifts   | Nejkrásnější ze všech darů | Jonathan Kaplan       | Elizabeth Hunter                | 14. prosince 2000  | 29. listopadu 2001 |
| 145          | 10        | Piece of Mind           | Stav mysli                 | David Nutter          | Tom Garrigus a R. Scott Gemmill | 4. ledna 2001      | 6. prosince 2001   |
| 146          | 11        | Rock, Paper, Scissors   | Kámen, nůžky, papír        | Jonathan Kaplan       | Dee Johnson                     | 11. ledna 2001     | 13. prosince 2001  |
| 147          | 12        | Surrender               | Kapitulace                 | Félix Enríquez Alcalá | Jack Orman                      | 1. února 2001      | 20. prosince 2001  |
| 148          | 13        | Thy Will Be Done        | Buď vůle tvá               | Richard Thorpe        | Meredith Stiehm                 | 8. února 2001      | 3. ledna 2002      |
| 149          | 14        | A Walk in the Woods     | Procházka v lesích         | John Wells            | John Wells                      | 15. února 2001     | 10. ledna 2002     |
| 150          | 15        | The Crossing            | Křižovatka                 | Jonathan Kaplan       | Jack Orman                      | 22. února 2001     | 17. ledna 2002     |
| 151          | 16        | Witch Hunt              | Hon na čarodějnice         | Guy Norman Bee        | R. Scott Gemmill                | 1. března 2001     | 24. ledna 2002     |
| 152          | 17        | Survival of the Fittest | Přežijí jen silní jedinci  | Marita Grabiak        | Joe Sachs                       | 29. března 2001    | 31. ledna 2002     |
| 153          | 18        | April Showers           | Aprílové počasí            | Christopher Misiano   | Tom Garrigus                    | 19. dubna 2001     | 7. února 2002      |
| 154          | 19        | Sailing Away            | Loď odplouvá               | Laura Innes           | Jack Orman a Meredith Stiehm    | 26. dubna 2001     | 14. února 2002     |
| 155          | 20        | Fear of Commitment      | Strach ze ztráty svobody   | Anthony Edwards       | R. Scott Gemmill                | 3. května 2001     | 21. února 2002     |
| 156          | 21        | Where the Heart Is      | Srdce na pravém místě      | Richard Thorpe        | Dee Johnson a Meredith Stiehm   | 10. května 2001    | 28. února 2002     |
| 157          | 22        | Rampage                 | Běsnění                    | Jonathan Kaplan       | Jack Orman                      | 17. května 2001    | 7. března 2002     |

### Osmá řada (2001–2002)
| Č. v seriálu | Č. v řadě | Původní název                 | Český název                     | Režie                 | Scénář                              | Premiéra v USA     | Premiéra v ČR     |
| ------------ | --------- | ----------------------------- | ------------------------------- | --------------------- | ----------------------------------- | ------------------ | ----------------- |
| 158          | 1         | Four Corners                  | Čtyři úhly pohledu              | Christopher Misiano   | Jack Orman a David Zabel            | 27. září 2001      | 14. března 2002   |
| 159          | 2         | The Longer You Stay           | Čím déle zůstaneš               | Jonathan Kaplan       | Jack Orman                          | 4. října 2001      | 21. března 2002   |
| 160          | 3         | Blood, Sugar, Sex, Magic      | Krev, cukr, sex a kouzla        | Richard Thorpe        | R. Scott Gemmill a Elizabeth Hunter | 11. října 2001     | 28. března 2002   |
| 161          | 4         | Never Say Never               | Nikdy neříkej nikdy             | Félix Enríquez Alcalá | Dee Johnson                         | 18. října 2001     | 4. dubna 2002     |
| 162          | 5         | Start All Over Again          | Nový začátek                    | Vondie Curtis-Hall    | Joe Sachs                           | 25. října 2001     | 11. dubna 2002    |
| 163          | 6         | Supplies and Demands          | Nabídka a poptávka              | Jonathan Kaplan       | Meredith Stiehm                     | 1. listopadu 2001  | 18. dubna 2002    |
| 164          | 7         | If I Should Fall from Grace   | Když upadneš v nemilost         | Laura Innes           | R. Scott Gemmill                    | 8. listopadu 2001  | 25. dubna 2002    |
| 165          | 8         | Partly Cloudy, Chance of Rain | Místy oblačno, občas déšť       | David Nutter          | Jack Orman                          | 15. listopadu 2001 | 2. května 2002    |
| 166          | 9         | Quo Vadis?                    |                                 | Richard Thorpe        | Joe Sachs a David Zabel             | 22. listopadu 2001 | 9. května 2002    |
| 167          | 10        | I'll Be Home for Christmas    | O Vánocích budu doma            | Jonathan Kaplan       | Dee Johnson a Meredith Stiehm       | 13. prosince 2001  | 16. května 2002   |
| 168          | 11        | Beyond Repair                 | Krok do nenávratna              | Alan J. Levi          | Jack Orman a R. Scott Gemmill       | 10. ledna 2002     | 23. května 2002   |
| 169          | 12        | A River in Egypt              | Nevstoupíš dvakrát do téže řeky | Jesús S. Treviño      | David Zabel                         | 17. ledna 2002     | 30. května 2002   |
| 170          | 13        | Damage is Done                | Na nápravu je pozdě             | Nelson McCormick      | Dee Johnson                         | 31. ledna 2002     | 6. června 2002    |
| 171          | 14        | A Simple Twist of Fate        | Křižovatky osudu                | Christopher Chulack   | Jack Orman                          | 7. února 2002      | 13. června 2002   |
| 172          | 15        | It's All in Your Head         | Hlava plná starostí             | Vondie Curtis-Hall    | R. Scott Gemmill                    | 28. února 2002     | 20. června 2002   |
| 173          | 16        | Secrets and Lies              | Tajnosti a lži                  | Richard Thorpe        | John Wells                          | 7. března 2002     | 27. června 2002   |
| 174          | 17        | Bygones                       | Odpuštění                       | Jessica Yu            | Elizabeth Hunter a Meredith Stiehm  | 28. března 2002    | 4. července 2002  |
| 175          | 18        | Orion in the Sky              | Souhvězdí Orionu                | Jonathan Kaplan       | David Zabel                         | 4. dubna 2002      | 11. července 2002 |
| 176          | 19        | Brothers and Sisters          | Bratři a sestry                 | Nelson McCormick      | R. Scott Gemmill                    | 25. dubna 2002     | 18. července 2002 |
| 177          | 20        | The Letter                    | Dopis                           | Jack Orman            | Jack Orman                          | 2. května 2002     | 25. července 2002 |
| 178          | 21        | On the Beach                  | Na pláži                        | John Wells            | John Wells                          | 9. května 2002     | 1. srpna 2002     |
| 179          | 22        | Lockdown                      | Vězení                          | Jonathan Kaplan       | Dee Johnson a Joe Sachs             | 16. května 2002    | 8. srpna 2002     |

### Devátá řada (2002–2003)
| Č. v seriálu | Č. v řadě | Původní název                 | Český název                | Režie                 | Scénář                          | Premiéra v USA     | Premiéra v ČR   |
| ------------ | --------- | ----------------------------- | -------------------------- | --------------------- | ------------------------------- | ------------------ | --------------- |
| 180          | 1         | Chaos Theory                  | Teorie chaosu              | Jonathan Kaplan       | Jack Orman a R. Scott Gemmill   | 26. září 2002      | 6. ledna 2004   |
| 181          | 2         | Dead Again                    | Druhá smrt                 | Richard Thorpe        | Dee Johnson                     | 3. října 2002      | 13. ledna 2004  |
| 182          | 3         | Insurrection                  | Vzpoura                    | Charles Haid          | Yahlin Chang a Jack Orman       | 10. října 2002     | 20. ledna 2004  |
| 183          | 4         | Walk Like A Man               | Zachovej se jako chlap     | Félix Enríquez Alcalá | David Zabel                     | 17. října 2002     | 27. ledna 2004  |
| 184          | 5         | A Hopeless Wound              | Beznadějné zranění         | Laura Innes           | Julie Hébert a Joe Sachs        | 31. října 2002     | 3. února 2004   |
| 185          | 6         | One Can Only Hope             | Naděje umírá poslední      | Jonathan Kaplan       | Bruce Miller                    | 7. listopadu 2002  | 10. února 2004  |
| 186          | 7         | Tell Me Where It Hurts        | Řekni mi, co tě bolí       | Richard Thorpe        | R. Scott Gemmill                | 14. listopadu 2002 | 17. února 2004  |
| 187          | 8         | First Snowfall                | První sníh                 | Jack Orman            | Jack Orman                      | 21. listopadu 2002 | 24. února 2004  |
| 188          | 9         | Next of Kin                   | Nejbližší příbuzní         | Paul McCrane          | Dee Johnson                     | 5. prosince 2002   | 2. března 2004  |
| 189          | 10        | Hindsight                     | Zpětný pohled              | David Nutter          | David Zabel                     | 12. prosince 2002  | 9. března 2004  |
| 190          | 11        | A Little Help From My Friends | Přátelská výpomoc          | Alan J. Levi          | Julie Hébert                    | 9. ledna 2003      | 17. března 2004 |
| 191          | 12        | A Saint in the City           | Světec                     | Peggy Rajski          | Bruce Miller                    | 16. ledna 2003     | 25. března 2004 |
| 192          | 13        | No Good Deed Goes Unpunished  | Pro dobrotu na žebrotu     | Nelson McCormick      | R. Scott Gemmill                | 30. ledna 2003     | 1. dubna 2004   |
| 193          | 14        | No Strings Attached           | Bez jakýchkoliv výhrad     | Jonathan Kaplan       | Dee Johnson                     | 6. února 2003      | 8. dubna 2004   |
| 194          | 15        | A Boy Falling Out of the Sky  | Mladík, který spadl z nebe | Charles Haid          | R. Scott Gemmill a Yahlin Chang | 13. února 2003     | 15. dubna 2004  |
| 195          | 16        | A Thousand Cranes             | Tisíc jeřábů               | Jonathan Kaplan       | David Zabel                     | 20. února 2003     | 22. dubna 2004  |
| 196          | 17        | The Advocate                  | Advokát                    | Julie Hébert          | Joe Sachs                       | 13. března 2003    | 29. dubna 2004  |
| 197          | 18        | Finders Keepers               | Chyť a nepouštěj           | T.R. Babu Subramaniam | Dee Johnson                     | 3. dubna 2003      | 6. května 2004  |
| 198          | 19        | Things Change                 | Změny                      | Richard Thorpe        | R. Scott Gemmill                | 24. dubna 2003     | 13. května 2004 |
| 199          | 20        | Foreign Affairs               | Zahraniční záležitosti     | Jonathan Kaplan       | David Zabel                     | 1. května 2003     | 20. května 2004 |
| 200          | 21        | When Night Meets Day          | Když se noc setká s dnem   | Jack Orman            | Jack Orman                      | 8. května 2003     | 27. května 2004 |
| 201          | 22        | Kisangani                     |                            | Christopher Chulack   | John Wells                      | 15. května 2003    | 3. června 2004  |

### Desátá řada (2003–2004)
| Č. v seriálu | Č. v řadě | Původní název       | Český název              | Režie                 | Scénář           | Premiéra v USA     | Premiéra v ČR   |
| ------------ | --------- | ------------------- | ------------------------ | --------------------- | ---------------- | ------------------ | --------------- |
| 202          | 1         | Now What?           | Co dál?                  | Jonathan Kaplan       | John Wells       | 25. září 2003      | nebylo vysíláno |
| 203          | 2         | The Lost            | Ztracený                 | Christopher Chulack   | John Wells       | 2. října 2003      | nebylo vysíláno |
| 204          | 3         | Dear Abby           | Dopis pro Abby           | Christopher Chulack   | R. Scott Gemmill | 9. října 2003      | nebylo vysíláno |
| 205          | 4         | Shifts Happen       | Občas to nevyjde         | Julie Hébert          | Dee Johnson      | 23. října 2003     | nebylo vysíláno |
| 206          | 5         | Out of Africa       | Vzpomínky na Afriku      | Jonathan Kaplan       | David Zabel      | 30. října 2003     | nebylo vysíláno |
| 207          | 6         | The Greater Good    | Všeobecný prospěch       | Richard Thorpe        | R. Scott Gemmill | 6. listopadu 2003  | nebylo vysíláno |
| 208          | 7         | Death and Taxes     | Smrt a daně jsou jistota | Félix Enríquez Alcalá | Dee Johnson      | 13. listopadu 2003 | nebylo vysíláno |
| 209          | 8         | Freefall            | Volný pád                | Christopher Chulack   | Joe Sachs        | 20. listopadu 2003 | nebylo vysíláno |
| 210          | 9         | Missing             | Ztracená                 | Jonathan Kaplan       | David Zabel      | 4. prosince 2003   | nebylo vysíláno |
| 211          | 10        | Makemba             |                          | Christopher Chulack   | John Wells       | 11. prosince 2003  | nebylo vysíláno |
| 212          | 11        | Touch and Go        | Nejistota                | Richard Thorpe        | Mark Morocco     | 8. ledna 2004      | nebylo vysíláno |
| 213          | 12        | NICU                | Novorozenci              | Laura Innes           | Lisa Zwerling    | 15. ledna 2004     | nebylo vysíláno |
| 214          | 13        | Get Carter          | Sežeňte Cartera          | Lesli Linka Glatter   | R. Scott Gemmill | 5. února 2004      | nebylo vysíláno |
| 215          | 14        | Impulse Control     | Sebeovládání             | Jonathan Kaplan       | Yahlin Chang     | 12. února 2004     | nebylo vysíláno |
| 216          | 15        | Blood Relations     | Příbuzní                 | Nelson McCormick      | Dee Johnson      | 19. února 2004     | nebylo vysíláno |
| 217          | 16        | Forgive and Forget  | Odpusť a zapomeň         | Christopher Chulack   | Bruce Miller     | 26. února 2004     | nebylo vysíláno |
| 218          | 17        | The Student         | Studentka                | Paul McCrane          | David Zabel      | 1. dubna 2004      | nebylo vysíláno |
| 219          | 18        | Where There's Smoke |                          | Tawnia McKiernan      | Jacy Young       | 8. dubna 2004      | nebylo vysíláno |
| 220          | 19        | Just a Touch        | Letmý dotek              | Richard Thorpe        | R. Scott Gemmill | 22. dubna 2004     | nebylo vysíláno |
| 221          | 20        | Abby Normal         | Normální Abby            | Jonathan Kaplan       | David Zabel      | 29. dubna 2004     | nebylo vysíláno |
| 222          | 21        | Midnight            | Půlnoc                   | Julie Hebért          | John Wells       | 6. května 2004     | nebylo vysíláno |
| 223          | 22        | Drive               | Vyjížďka                 | Jonathan Kaplan       | Dee Johnson      | 13. května 2004    | nebylo vysíláno |

### Jedenáctá řada (2004–2005)
| Č. v seriálu | Č. v řadě | Původní název                   | Český název            | Režie               | Scénář                         | Premiéra v USA     | Premiéra v ČR      |
| ------------ | --------- | ------------------------------- | ---------------------- | ------------------- | ------------------------------ | ------------------ | ------------------ |
| 224          | 1         | One for the Road                | Před cestou            | Christopher Chulack | Joe Sachs                      | 23. září 2004      | 29. listopadu 2007 |
| 225          | 2         | Damaged                         | Krutost                | Paul McCrane        | David Zabel                    | 7. října 2004      | 30. listopadu 2007 |
| 226          | 3         | Try Carter                      | Carterův den           | Jonathan Kaplan     | R. Scott Gemmill               | 14. října 2004     | 3. prosince 2007   |
| 227          | 4         | Fear                            | Strach                 | Lesli Linka Glatter | Dee Johnson                    | 21. října 2004     | 4. prosince 2007   |
| 228          | 5         | An Intern's Guide to the Galaxy | Ray ví, jak na to      | Arthur Albert       | Lisa Zwerling                  | 4. listopadu 2004  | 5. prosince 2007   |
| 229          | 6         | Time of Death                   | Čas smrti              | Christopher Chulack | David Zabel                    | 11. listopadu 2004 | 6. prosince 2007   |
| 230          | 7         | White Guy, Dark Hair            | Běloch s tmavými vlasy | Nelson McCormick    | Lydia Woodward                 | 18. listopadu 2004 | 7. prosince 2007   |
| 231          | 8         | A Shot in the Dark              | Výstřel do tmy         | Jonathan Kaplan     | Joe Sachs                      | 2. prosince 2004   | 10. prosince 2007  |
| 232          | 9         | Twas the Night                  | Noc před nadílkou      | Julie Hébert        | Julie Hébert                   | 19. prosince 2004  | 11. prosince 2007  |
| 233          | 10        | Skin                            | Podraz                 | Stephen Cragg       | Dee Johnson                    | 13. ledna 2005     | 12. prosince 2007  |
| 234          | 11        | Only Connect                    | Kontakt s lidmi        | Jonathan Kaplan     | Yahlin Chang                   | 20. ledna 2005     | 13. prosince 2007  |
| 235          | 12        | The Providers                   | Dárci                  | Christopher Chulack | David Zabel                    | 27. ledna 2005     | 14. prosince 2007  |
| 236          | 13        | Middleman                       | Zprostředkovatel       | Ernest Dickerson    | Lisa Zwerling                  | 3. února 2005      | 17. prosince 2007  |
| 237          | 14        | Just As I Am                    | Jsem prostě taková     | Richard Thorpe      | Lydia Woodward                 | 10. února 2005     | 18. prosince 2007  |
| 238          | 15        | Alone in a Crowd                | Sama v davu            | Jonathan Kaplan     | Dee Johnson                    | 17. února 2005     | 19. prosince 2007  |
| 239          | 16        | Here and There                  | Tady i tam             | Christopher Chulack | David Zabel                    | 24. února 2005     | 20. prosince 2007  |
| 240          | 17        | Back in the World               | Návrat do světa        | Jonathan Kaplan     | David Zabel a Lisa Zwerling    | 24. března 2005    | 21. prosince 2007  |
| 241          | 18        | Refusal of Care                 | Odmítnutí péče         | Gloria Muzio        | Joe Sachs                      | 21. dubna 2005     | 2. ledna 2008      |
| 242          | 19        | Ruby Redux                      | Pan Rubadoux           | Paul McCrane        | Lisa Zwerling a Lydia Woodward | 28. dubna 2005     | 3. ledna 2008      |
| 243          | 20        | You Are Here                    | Jsi tady               | Ernest Dickerson    | Karen Maser a Dee Johnson      | 5. května 2005     | 4. ledna 2008      |
| 244          | 21        | Carter Est Amoureux             | Zamilovaný Carter      | Christopher Chulack | John Wells                     | 12. května 2005    | 7. ledna 2008      |
| 245          | 22        | The Show Must Go On             | A jede se dál          | John Wells          | David Zabel                    | 19. května 2005    | 8. ledna 2008      |

### Dvanáctá řada (2005–2006)
| Č. v seriálu | Č. v řadě | Původní název                          | Český název                      | Režie               | Scénář                                | Premiéra v USA     | Premiéra v ČR  |
| ------------ | --------- | -------------------------------------- | -------------------------------- | ------------------- | ------------------------------------- | ------------------ | -------------- |
| 246          | 1         | Cañon City                             |                                  | Christopher Chulack | Lisa Zwerling, John Wells a Joe Sachs | 22. září 2005      | 9. ledna 2008  |
| 247          | 2         | Nobody's Baby                          | Dítě, které nikomu nepatří       | Laura Innes         | R. Scott Gemmill                      | 29. září 2005      | 10. ledna 2008 |
| 248          | 3         | Man With No Name                       | Bezejmenný muž                   | Christopher Chulack | David Zabel                           | 6. října 2005      | 11. ledna 2008 |
| 249          | 4         | Blame It On The Rain                   | Za všechno může déšť             | Paul McCrane        | R. Scott Gemmill                      | 13. října 2005     | 14. ledna 2008 |
| 250          | 5         | Wake Up                                | Probuzení                        | Arthur Albert       | Janine Sherman Barrois                | 20. října 2005     | 15. ledna 2008 |
| 251          | 6         | Dream House                            | Dům snů                          | Stephen Cragg       | David Zabel                           | 3. listopadu 2005  | 16. ledna 2008 |
| 252          | 7         | The Human Shield                       | Lidský štít                      | Laura Innes         | R. Scott Gemmill                      | 10. listopadu 2005 | 17. ledna 2008 |
| 253          | 8         | Two Ships                              | Neštěstí                         | Christopher Chulack | Joe Sachs a Virgil Williams           | 17. listopadu 2005 | 18. ledna 2008 |
| 254          | 9         | I Do                                   | Ano                              | Gloria Muzio        | Lydia Woodward                        | 1. prosince 2005   | 21. ledna 2008 |
| 255          | 10        | All About Christmas Eve                | Vánoce                           | Lesli Linka Glatter | Janine Sherman Barrois                | 8. prosince 2005   | 22. ledna 2008 |
| 256          | 11        | If Not Now                             | Když ne teď                      | John Gallagher      | David Zabel                           | 5. ledna 2006      | 23. ledna 2008 |
| 257          | 12        | Split Decisions                        | Sporná rozhodnutí                | Richard Thorpe      | R. Scott Gemmill                      | 12. ledna 2006     | 24. ledna 2008 |
| 258          | 13        | Body and Soul                          | Tělo a duše                      | Paul McCrane        | Joe Sachs                             | 2. února 2006      | 25. ledna 2008 |
| 259          | 14        | Quintessence of Dust                   | Jádro věci                       | Joanna Kerns        | Lisa Zwerling a David Zabel           | 9. února 2006      | 28. ledna 2008 |
| 260          | 15        | Darfur                                 |                                  | Richard Thorpe      | Janine Sherman Barrois                | 2. března 2006     | 29. ledna 2008 |
| 261          | 16        | Out on a Limb                          | Ošemetná situace                 | Lesli Linka Glatter | Karen Maser                           | 16. března 2006    | 30. ledna 2008 |
| 262          | 17        | Lost In America                        | Ztraceni v Americe               | Stephen Cragg       | Lisa Zwerling                         | 23. března 2006    | 31. ledna 2008 |
| 263          | 18        | Strange Bedfellows                     | Podivní společníci               | Laura Innes         | Virgil Williams                       | 30. března 2006    | 1. února 2008  |
| 264          | 19        | No Place to Hide                       | Není se kam ukrýt                | Skipp Sudduth       | Lydia Woodward                        | 27. dubna 2006     | 4. února 2008  |
| 265          | 20        | There Are No Angels Here               | Tady žádní andělé nejsou         | Christopher Chulack | R. Scott Gemmill a David Zabel        | 4. května 2006     | 5. února 2008  |
| 266          | 21        | The Gallant Hero and The Tragic Victor | Galantní hrdina a tragický vítěz | Steve Shill         | R. Scott Gemmill                      | 11. května 2006    | 6. února 2008  |
| 267          | 22        | Twenty-One Guns                        |                                  | Nelson McCormick    | David Zabel                           | 18. května 2006    | 7. února 2008  |

### Třináctá řada (2006–2007)
| Č. v seriálu | Č. v řadě | Původní název            | Český název                 | Režie                | Scénář                                 | Premiéra v USA     | Premiéra v ČR   |
| ------------ | --------- | ------------------------ | --------------------------- | -------------------- | -------------------------------------- | ------------------ | --------------- |
| 268          | 1         | Bloodline                | Pokrevní příbuznost         | Stephen Cragg        | Joe Sachs a David Zabel                | 21. září 2006      | 8. února 2008   |
| 269          | 2         | Graduation Day           | Absolutorium                | Joanna Kerns         | Janine Sherman Barrois a Lisa Zwerling | 28. září 2006      | 11. února 2008  |
| 270          | 3         | Somebody to Love         | Mít koho milovat            | Stephen Cragg        | David Zabel                            | 5. října 2006      | 12. února 2008  |
| 271          | 4         | Parenthood               | Rodičovství                 | Tawnia McKiernan     | R. Scott Gemmill                       | 12. října 2006     | 13. února 2008  |
| 272          | 5         | Ames v. Kovac            |                             | Richard Thorpe       | Joe Sachs                              | 19. října 2006     | 14. února 2008  |
| 273          | 6         | Heart of the Matter      | Jádro věci                  | Andrew Bernstein     | Janine Sherman Barrois                 | 2. listopadu 2006  | 15. února 2008  |
| 274          | 7         | Jigsaw                   | Dětská skládačka            | John Wells           | Virgil Williams                        | 9. listopadu 2006  | 18. února 2008  |
| 275          | 8         | Reason to Believe        | Důvod věřit                 | Ernest Dickerso      | R. Scott Gemmill a David Zabel         | 16. listopadu 2006 | 19. února 2008  |
| 276          | 9         | Scoop and Run            | Nalož a leť                 | Stephen Cragg        | Lisa Zwerling                          | 23. listopadu 2006 | 20. února 2008  |
| 277          | 10        | Tell Me No Secrets...    | Žádná tajemství mi nepříkej | Laura Innes          | Karen Maser                            | 30. listopadu 2006 | 21. února 2008  |
| 278          | 11        | City of Mercy            | U Milosrdných               | Stephen Cragg        | David Zabel a Lisa Zwerling            | 7. prosince 2006   | 22. února 2008  |
| 279          | 12        | Breach of Trust          | Porušení důvěry             | Skipp Sudduth        | Janine Sherman Barrois                 | 4. ledna 2007      | 25. února 2008  |
| 280          | 13        | A House Divided          | Rozdílné názory             | Andrew Bernstein     | R. Scott Gemmill                       | 11. ledna 2007     | 26. února 2008  |
| 281          | 14        | Murmurs of the Heart     | Srdeční šelesty             | Christopher Chulack  | David Zabel                            | 1. února 2007      | 27. února 2008  |
| 282          | 15        | Dying is Easy            | Umřít je hračka             | Tawnia McKiernan     | Janine Sherman Barrois                 | 8. února 2007      | 28. února 2008  |
| 283          | 16        | Crisis of Conscience     | Krize svědomí               | Steve Shill          | Lisa Zwerling                          | 15. února 2007     | 29. února 2008  |
| 284          | 17        | From Here to Paternity   | Odtud až k rodičovství      | Lesli Linka Glatter  | Virgil Williams                        | 22. února 2007     | 3. března 2008  |
| 285          | 18        | Photographs and Memories | Fotografie a vzpomínky      | Stephen Cragg        | Karen Maser                            | 12. dubna 2007     | 4. března 2008  |
| 286          | 19        | Family Business          | Rodinné záležitosti         | Richard Thorpe       | Joe Sachs                              | 19. dubna 2007     | 5. března 2008  |
| 287          | 20        | Lights Out               | Světla zhasla               | Terrence Nightingall | Janine Sherman Barrois                 | 26. dubna 2007     | 6. března 2008  |
| 288          | 21        | I Don't                  | Ne                          | Andrew Bernstein     | David Zabel                            | 3. května 2007     | 7. března 2008  |
| 289          | 22        | Sea Change               | Velká změna                 | Laura Innes          | Lisa Zwerling                          | 10. května 2007    | 10. března 2008 |
| 290          | 23        | The Honeymoon Is Over    | Konec líbánek               | Christopher Chulack  | R. Scott Gemmill a David Zabel         | 17. května 2007    | 11. března 2008 |

### Čtrnáctá řada (2007–2008)
| Č. v seriálu | Č. v řadě | Původní název            | Český název                   | Režie                 | Scénář                                                 | Premiéra v USA     | Premiéra v ČR   |
| ------------ | --------- | ------------------------ | ----------------------------- | --------------------- | ------------------------------------------------------ | ------------------ | --------------- |
| 291          | 1         | The War Comes Home       | Válka se vrací domů           | Stephen Cragg         | Joe Sachs a David Zabel                                | 27. září 2007      | 29. března 2011 |
| 292          | 2         | In a Different Light     | V jiném světle                | Richard Thorpe        | Lisa Zwerling a Karen Maser                            | 4. října 2007      | 30. března 2011 |
| 293          | 3         | Officer Down             | Raněný policista              | Christopher Chulack   | Janine Sherman Barrois                                 | 11. října 2007     | 31. března 2011 |
| 294          | 4         | Gravity                  | Tíha                          | Stephen Cragg         | Virgil Williams                                        | 18. října 2007     | 1. dubna 2011   |
| 295          | 5         | Under the Influence      | Pod vlivem                    | Anthony Hemingway     | Joe Sachs                                              | 25. října 2007     | 4. dubna 2011   |
| 296          | 6         | The Test                 | Zkouška                       | Félix Enríquez Alcalá | Lisa Zwerling                                          | 1. listopadu 2007  | 5. dubna 2011   |
| 297          | 7         | Blackout                 | Výpadek                       | Christopher Chulack   | David Zabel                                            | 8. listopadu 2007  | 6. dubna 2011   |
| 298          | 8         | Coming Home              | Návrat domů                   | Laura Innes           | David Zabel                                            | 15. listopadu 2007 | 7. dubna 2011   |
| 299          | 9         | Skye's the Limit         | Sky na hranici                | Paul McCrane          | Karen Maser                                            | 29. listopadu 2007 | 8. dubna 2011   |
| 300          | 10        | 300 Patients             | 300 pacientů                  | John Wells            | Joe Sachs a David Zabel                                | 6. prosince 2007   | 11. dubna 2011  |
| 301          | 11        | Status Quo               |                               | Andrew Bernstein      | Janine Sherman Barrois                                 | 3. ledna 2008      | 12. dubna 2011  |
| 302          | 12        | Believe the Unseen       | Věř tomu, co není vidět       | Rob Hardy             | Virgil Williams                                        | 10. ledna 2008     | 13. dubna 2011  |
| 303          | 13        | Atonement                | Vykoupení                     | Stephen Cragg         | Lisa Zwerling                                          | 17. ledna 2008     | 14. dubna 2011  |
| 304          | 14        | Owner of a Broken Heart  | Srdce té druhé                | Christopher Chulack   | David Zabel a Joe Sachs                                | 10. dubna 2008     | 15. dubna 2011  |
| 305          | 15        | …As the Day She Was Born | Jako ten den, kdy se narodila | Tawnia McKiernan      | Shannon Goss                                           | 17. dubna 2008     | 18. dubna 2011  |
| 306          | 16        | Truth Will Out           | Pravda vyjde najevo           | Andrew Bernstein      | námět: Karen Maser scénář: Karen Maser a Lisa Zwerling | 24. dubna 2008     | 19. dubna 2011  |
| 307          | 17        | Under Pressure           | Pod tlakem                    | Stephen Cragg         | Janine Sherman Barrois                                 | 1. května 2008     | 20. dubna 2011  |
| 308          | 18        | Tandem Repeats           | Tandem se opakuje             | Anthony Hemingway     | Virgil Williams                                        | 8. května 2008     | 21. dubna 2011  |
| 309          | 19        | The Chicago Way          | Chicagská metoda              | Christopher Chulack   | David Zabel a Lisa Zwerling                            | 15. května 2008    | 22. dubna 2011  |

### Patnáctá řada (2008–2009)
| Č. v seriálu | Č. v řadě | Původní název              | Český název              | Režie               | Scénář                      | Premiéra v USA     | Premiéra v ČR   |
| ------------ | --------- | -------------------------- | ------------------------ | ------------------- | --------------------------- | ------------------ | --------------- |
| 310          | 1         | Life After Death           | Život po smrti           | Christopher Misiano | Joe Sachs                   | 25. září 2008      | 13. března 2012 |
| 311          | 2         | Another Thursday at County |                          | Paul McCrane        | Lisa Zwerling               | 9. října 2008      | 14. března 2012 |
| 312          | 3         | The Book of Abby           |                          | Christopher Chulack | David Zabel                 | 16. října 2008     | 15. března 2012 |
| 313          | 4         | Parental Guidance          | Pod rodičovským dohledem | John Gallagher      | Janine Sherman Barrois      | 23. října 2008     | 16. března 2012 |
| 314          | 5         | Haunted                    | Strašidelný večer        | Christopher Chulack | Karen Maser                 | 30. října 2008     | 19. března 2012 |
| 315          | 6         | Oh, Brother                | Ach, bratře              | Stephen Cragg       | Virgil Williams             | 6. listopadu 2008  | 20. března 2012 |
| 316          | 7         | Heal Thyself               | Vyleč sám sebe           | David Zabel         | David Zabel                 | 13. listopadu 2008 | 21. března 2012 |
| 317          | 8         | Age of Innocence           | Věk nevinnosti           | Paul McCrane        | Janine Sherman Barrois      | 20. listopadu 2008 | 22. března 2012 |
| 318          | 9         | Let it Snow                | Když venku sneží         | Charles Haid        | Joe Sachs                   | 4. prosince 2008   | 23. března 2012 |
| 319          | 10        | The High Holiday           | Svátky vzhůru nohama     | Lesli Linka Glatter | Shannon Goss                | 11. prosince 2008  | 26. března 2012 |
| 320          | 11        | Separation Anxiety         | Strach z odloučení       | Terence Nightingall | Virgil Williams             | 8. listopadu 2009  | 27. března 2012 |
| 321          | 12        | Dream Runner               | Noční běžec              | Andrew Bernstein    | Lisa Zwerling               | 15. ledna 2009     | 28. března 2012 |
| 322          | 13        | Love Is a Battlefield      | Láska je bojiště         | Richard Thorpe      | Karen Maser                 | 22. ledna 2009     | 29. března 2012 |
| 323          | 14        | A Long, Strange Trip       | Podivná dlouhá cesta     | Mimi Leder          | Joe Sachs                   | 5. února 2009      | 30. března 2012 |
| 324          | 15        | The Family Man             | Ženáč                    | Eriq La Salle       | Andrew Fash                 | 12. února 2009     | 2. dubna 2012   |
| 325          | 16        | The Beginning of the End   | Začátek konce            | Jonathan Kaplan     | David Zabel a Lisa Zwerling | 19. února 2009     | 3. dubna 2012   |
| 326          | 17        | T-Minus-6                  | Konec služby za 6 minut  | Rod Holcomb         | David Zabel a Lisa Zwerling | 26. února 2009     | 4. dubna 2012   |
| 327          | 18        | What We Do                 | To, co děláme            | David Zabel         | David Zabel                 | 5. března 2009     | 5. dubna 2012   |
| 328          | 19        | Old Times                  | Staré časy               | John Wells          | John Wells                  | 12. března 2009    | 6. dubna 2012   |
| 329          | 20        | Shifting Equilibrium       | Změna rovnováhy          | Andrew Bernstein    | Lisa Zwerling               | 19. března 2009    | 10. dubna 2012  |
| 330          | 21        | I Feel Good                | Je mi fajn               | Stephen Cragg       | Joe Sachs                   | 26. března 2009    | 11. dubna 2012  |
| 331          | 22        | And in the End...          | Všechno jednou skončí    | Rod Holcomb         | John Wells                  | 2. dubna 2009      | 12. dubna 2012  |